# 梅氏瑙脂鯉
梅氏瑙脂鯉，為輻鰭魚綱脂鯉目脂鯉亞目脂鯉科的其中一個種，為熱帶淡水魚，分布於南美洲委內瑞拉淡水流域，體長可達6.9公分，棲息沙底質、水流快速的溪流，會和其他種類的魚混游，屬肉食性，以昆蟲等為食，生活習性不明。

## 扩展阅读
- 維基物種上的相關：梅氏瑙脂鯉